# Circondario di Coburgo
Il circondario di Coburgo è uno dei circondari dello stato tedesco della Baviera.
Fa parte del distretto governativo dell'Alta Franconia

## Città e comuni
(Abitanti il 31 dicembre 2023)
| Comuni del circondario | Città 1. Bad Rodach (6 643) 2. Neustadt bei Coburg, (grande città circondariale) (15 089) 3. Rödental (12 947) 4. Seßlach (3 942) | Comuni 1. Ahorn (4 149) 2. Dörfles-Esbach (3 596) 3. Ebersdorf bei Coburg (6 258) 4. Großheirath (2 639) 5. Grub am Forst (2 763) 6. Itzgrund (2 363) 7. Lautertal (4 553) 8. Meeder (3 630) 9. Niederfüllbach (1 487) 10. Sonnefeld (4 527) 11. Untersiemau (4 315) 12. Weidhausen bei Coburg (3 171) 13. Weitramsdorf (5 187) |